# Ogólnopolski Festiwal Poezji
Ogólnopolski Festiwal Poezji (wcześniej Łódzka Wiosna Poetycka) – łódzki festiwal poezji. Należał do największych imprez literackich w Polsce.
Organizatorem był łódzki oddział Związku Literatów Polskich (Jan Huszcza, prezes) i władze Łodzi. Festiwal trwał zwykle 3 dni, obejmował dyskusje literacko-naukowe (referaty tematyczne), rozwiązanie konkursów na najlepszy debiut książkowy (poezja) i przekład, a także esej. Laureatami tych festiwali byli m.in. Tadeusz Śliwiak, Anna Świrszczyńska, Zbigniew Herbert, Wisława Szymborska, Wiesław Trzeciakowski.
W festiwalach brali udział: A. Sandauer, T. Śliwiak, T. Chróścielewski, J. Huszcza, R. Stiller, i inni. W czasie stanie wojennego i po nim nie było atmosfery do takich spotkań, pisarze opowiedzieli się za Solidarnością, lub za PRL-em (np. Koźniewski, Górec-Rosiński), festiwal przestał istnieć.